# Pyszczak Borleya
Pyszczak Borleya (Copadichromis borleyi) – gatunek słodkowodnej ryby okoniokształtnej z rodziny pielęgnicowatych (Cichlidae), zaliczany do pyszczaków z grupy utaka, charakteryzujące się łagodnym usposobieniem. Żywi się głównie planktonem. 

## Występowanie
Występuje w jeziorze Malawi (Niasa) w Afryce Wschodniej. Jest gatunkiem endemicznym.
Występuje w twardych i zasadowych wodach wzdłuż wybrzeży jeziora. Żyje w wodzie o temperaturze 24–29 °C, najczęściej w biotopie litoralu kamienistego. Tworzy ławice. Samce są silnie związane ze swoim terytorium i bronią rewirów obieranych wokół dużych kamieni. Rzadko występuje na głębokościach poniżej 12 m. 

## Wygląd i dymorfizm płciowy
Dorosły samiec Copadochromis borleyi osiąga do 16 cm długości ciała, natomiast samica 13 cm. U dorosłych samców płetwy brzuszne są dłuższe niż płetwy u samic. Długość płetw zależy od głębokości, na której przebywają pyszczaki.
Dorosłe samce Copadichromis borleyi charakteryzuje metalicznoniebieskie zabarwienie rozciągające się od pyska ku podbrzuszu żółtym podbrzuszem i płetwami brzusznymi. Samice C. borleyi występują wyłącznie w kolorze pastelowoszarym z trzema czarnymi plamami wzdłuż tułowia. Młode C. borleyi występują z perłowoszarym podbrzuszem i pomarańczowymi wypustkami na płetwach grzbietowych i brzusznych.
Tarło odbywa się najczęściej przy pionowej ścianie zbiornika. Inkubacja zapłodnionej ikry oraz młodych odbywa się w jamie gębowej samicy. Jednorazowo samica wydaje na świat 20–30 młodych.  

## Nazewnictwo
Copadichromis – łac. copadi (stado, gromada) + łac. chromis (kolorowy). Copadichromis można przetłumaczyć jako wielobarwna ryba żyjąca w stadzie.
Gatunek został opisany po raz pierwszy w 1960 roku przez Thomasa Derricka Ilesa jako Haplochromis borleyi. David Eccles i Ethelwynn Trewavas zaproponowali przeniesienie gatunku do rodzaju Copadichromis. Gatunek jest również znany pod nazwą synonimiczną Cyrtocara borleyi oraz jest niekiedy sprzedawany pod nazwą handlową Haplochromis granderus.